# آندریا کاستا (بازیکن فوتبال)
آندریا کاستا (انگلیسی: Andrea Costa؛ زادهٔ ۱ فوریهٔ ۱۹۸۶) بازیکن فوتبال اهل ایتالیا است.
از باشگاه‌هایی که در آن بازی کرده‌است می‌توان به باشگاه فوتبال رجینا، باشگاه فوتبال پارما، باشگاه فوتبال بولونیا، باشگاه فوتبال سمپدوریا، باشگاه فوتبال رجانا، و باشگاه فوتبال امپولی اشاره کرد.
وی همچنین در تیم‌های ملی فوتبال زیر ۱۸ سال ایتالیا، زیر ۱۹ سال ایتالیا، و زیر ۲۰ سال ایتالیا بازی کرده‌است.